# Bridgeport Islanders
Bridgeport Isladers (do roku 2021 Bridgeport Sound Tigers) je profesionální americký klub ledního hokeje, který sídlí v Bridgeportu ve státě Connecticut. Do AHL vstoupil v ročníku 2001/02 a hraje v Atlantické divizi v rámci Východní konference. Své domácí zápasy odehrává v hale Total Mortgage Arena s kapacitou 8 412 diváků. Klubové barvy jsou modrá, oranžová a bílá.
Název lze přeložit jako "Ostrované". Maskot klubu se jmenuje "Storm". Sound Tigers vstoupili do ligy v roce 2001. Největším úspěchem klubu bylo finále Calder Cupu v premiérové sezoně 2001/02, kdy prohráli "Tygři" 4:1 na zápasy s Chicago Wolves. Klub je záložním celkem mužstva NHL New York Islanders. Majitelem klubu z Bridgeportu je podnikatel čínského původu a vlastník Islanders Charles Wang. Největším rivalem jsou Hartford Wolf Pack.

## Úspěchy klubu
- Vítěz základní části - 1x (2001/02)
- Vítěz konference - 1x (2001/02)
- Vítěz divize - 2x (2001/02, 2011/12)

## Umístění v jednotlivých sezonách
Stručný přehled
Zdroj:
- 2001–2008: American Hockey League (Východní divize)
- 2008–2011: American Hockey League (Atlantická divize)
- 2011–2015: American Hockey League (Severovýchodní divize)
- 2015– : American Hockey League (Atlantická divize)

Jednotlivé ročníky
Zdroj:
Legenda: Z – zápasy, V – výhry, R- remízy, P – porážky, PP – porážky v prodloužení či na samostatné nájezdy, VG – vstřelené góly, OG – obdržené góly, B – body
| USA / Kanada (2001 – ) |                             |        |    |    |    |    |    |     |     |     |        |
| Sezóny                 | Liga                        | Úroveň | Z  | V  | R  | PP | P  | VG  | OG  | B   | Pozice |
| 2001/02                | AHL (Východní divize)       | 2      | 80 | 43 | 8  | 4  | 25 | 240 | 192 | 98  | 1.     |
| 2002/03                | AHL (Východní divize)       | 2      | 80 | 40 | 11 | 3  | 26 | 219 | 198 | 94  | 2.     |
| 2003/04                | AHL (Východní divize)       | 2      | 80 | 41 | 12 | 4  | 23 | 178 | 140 | 98  | 2.     |
| 2004/05                | AHL (Východní divize)       | 2      | 80 | 37 | –  | 5  | 38 | 192 | 222 | 79  | 6.     |
| 2005/06                | AHL (Východní divize)       | 2      | 80 | 38 | –  | 9  | 33 | 246 | 253 | 85  | 4.     |
| 2006/07                | AHL (Východní divize)       | 2      | 80 | 36 | –  | 7  | 37 | 229 | 267 | 79  | 5.     |
| 2007/08                | AHL (Východní divize)       | 2      | 80 | 40 | –  | 4  | 36 | 225 | 240 | 84  | 5.     |
| 2008/09                | AHL (Atlantická divize)     | 2      | 80 | 49 | –  | 8  | 23 | 241 | 212 | 106 | 2.     |
| 2009/10                | AHL (Atlantická divize)     | 2      | 80 | 38 | –  | 10 | 32 | 201 | 220 | 86  | 5.     |
| 2010/11                | AHL (Atlantická divize)     | 2      | 80 | 30 | –  | 11 | 39 | 209 | 256 | 67  | 7.     |
| 2011/12                | AHL (Severovýchodní divize) | 2      | 76 | 41 | –  | 9  | 26 | 223 | 219 | 91  | 1.     |
| 2012/13                | AHL (Severovýchodní divize) | 2      | 76 | 32 | –  | 12 | 32 | 218 | 242 | 76  | 3.     |
| 2013/14                | AHL (Severovýchodní divize) | 2      | 76 | 28 | –  | 8  | 40 | 183 | 238 | 64  | 5.     |
| 2014/15                | AHL (Severovýchodní divize) | 2      | 76 | 28 | –  | 8  | 40 | 213 | 246 | 64  | 5.     |
| 2015/16                | AHL (Atlantická divize)     | 2      | 76 | 40 | –  | 7  | 29 | 209 | 220 | 87  | 5.     |
| 2016/17                | AHL (Atlantická divize)     | 2      | 76 | 44 | –  | 4  | 28 | 220 | 212 | 92  | 5.     |
| 2017/18                | AHL (Atlantická divize)     | 2      | 76 | 36 | –  | 8  | 32 | 206 | 214 | 80  | 5.     |
| 2018/19                | AHL (Atlantická divize)     | 2      | 76 | 43 | –  | 9  | 24 | 233 | 228 | 95  | 2.     |
| 2019/20                | AHL (Atlantická divize)     | 2      | 63 | 23 | –  | 7  | 33 | 152 | 206 | 53  | 8.     |
| 2020/21                | AHL (Atlantická divize)     | 2      | 24 | 8  | –  | 2  | 14 | 59  | 81  | 18  | 3.     |
| 2021/22                | AHL (Atlantická divize)     | 2      | 72 | 31 | –  | 11 | 30 | 213 | 226 | 73  | 6.     |
| 2022/23                | AHL (Atlantická divize)     | 2      | 72 | 34 | –  | 8  | 30 | 238 | 248 | 76  | 7.     |
| 2023/24                | AHL (Atlantická divize)     | 2      | 72 | 25 | –  | 9  | 38 | 162 | 222 | 59  | 8.     |
| 2024/25                | AHL (Atlantická divize)     | 2      | 72 | 15 | –  | 7  | 50 | 181 | 294 | 37  | 8.     |

### Play-off
| Sezona  | 1. kolo                                       | 2. kolo                                       | Finále konference                             | Finále Calder Cupu                            |
| ------- | --------------------------------------------- | --------------------------------------------- | --------------------------------------------- | --------------------------------------------- |
| 2001/02 | postup, 3–1, Manitoba                         | postup, 4–0 St. John's                        | postup, 4–3, Hamilton                         | Finále AHL, 1–4, Chicago                      |
| 2002/03 | postup, 3–0, Manitoba                         | porážka, 2–4, Binghamton                      | —                                             | —                                             |
| 2003/04 | porážka, 3–4, Wilkes-Barre/Scranton           | —                                             | —                                             | —                                             |
| 2004/05 | mužstvo se nekvalifikovalo                    | mužstvo se nekvalifikovalo                    | mužstvo se nekvalifikovalo                    | mužstvo se nekvalifikovalo                    |
| 2005/06 | porážka, 3–4, Wilkes-Barre/Scranton           | —                                             | —                                             | —                                             |
| 2006/07 | mužstvo se nekvalifikovalo                    | mužstvo se nekvalifikovalo                    | mužstvo se nekvalifikovalo                    | mužstvo se nekvalifikovalo                    |
| 2007/08 | mužstvo se nekvalifikovalo                    | mužstvo se nekvalifikovalo                    | mužstvo se nekvalifikovalo                    | mužstvo se nekvalifikovalo                    |
| 2008/09 | porážka, 1-4, Wilkes-Barre/Scranton           | —                                             | —                                             | —                                             |
| 2009/10 | porážka, 1-4, Hershey                         | —                                             | —                                             | —                                             |
| 2010/11 | mužstvo se nekvalifikovalo                    | mužstvo se nekvalifikovalo                    | mužstvo se nekvalifikovalo                    | mužstvo se nekvalifikovalo                    |
| 2011/12 | porážka, 0-3, Connecticut                     | —                                             | —                                             | —                                             |
| 2012/13 | mužstvo se nekvalifikovalo                    | mužstvo se nekvalifikovalo                    | mužstvo se nekvalifikovalo                    | mužstvo se nekvalifikovalo                    |
| 2013/14 | mužstvo se nekvalifikovalo                    | mužstvo se nekvalifikovalo                    | mužstvo se nekvalifikovalo                    | mužstvo se nekvalifikovalo                    |
| 2014/15 | mužstvo se nekvalifikovalo                    | mužstvo se nekvalifikovalo                    | mužstvo se nekvalifikovalo                    | mužstvo se nekvalifikovalo                    |
| 2015/16 | porážka, 0-3, Toronto                         | —                                             | —                                             | —                                             |
| 2016/17 | mužstvo se nekvalifikovalo                    | mužstvo se nekvalifikovalo                    | mužstvo se nekvalifikovalo                    | mužstvo se nekvalifikovalo                    |
| 2017/18 | mužstvo se nekvalifikovalo                    | mužstvo se nekvalifikovalo                    | mužstvo se nekvalifikovalo                    | mužstvo se nekvalifikovalo                    |
| 2018/19 | porážka, 2-3, Hershey                         | —                                             | —                                             | —                                             |
| 2019/20 | sezona nedohrána kvůli pandemii koronaviru    | sezona nedohrána kvůli pandemii koronaviru    | sezona nedohrána kvůli pandemii koronaviru    | sezona nedohrána kvůli pandemii koronaviru    |
| 2020/21 | playoff se nekonalo kvůli pandemii koronaviru | playoff se nekonalo kvůli pandemii koronaviru | playoff se nekonalo kvůli pandemii koronaviru | playoff se nekonalo kvůli pandemii koronaviru |
| 2021/22 | postup, 2–0, Providence                       | porážka, 1–3, Charlotte                       | —                                             | —                                             |
| 2022/23 | mužstvo se nekvalifikovalo                    | mužstvo se nekvalifikovalo                    | mužstvo se nekvalifikovalo                    | mužstvo se nekvalifikovalo                    |
| 2023/24 | mužstvo se nekvalifikovalo                    | mužstvo se nekvalifikovalo                    | mužstvo se nekvalifikovalo                    | mužstvo se nekvalifikovalo                    |
| 2024/25 | mužstvo se nekvalifikovalo                    | mužstvo se nekvalifikovalo                    | mužstvo se nekvalifikovalo                    | mužstvo se nekvalifikovalo                    |

## Klubové rekordy

### Za sezonu
Góly: 43, Jeff Hamilton (2003/04)
Asistence: 48, Rob Collins(2005/06)
Body: 76, Jeff Tambellini (2007/08)
Trestné minuty: 295, Eric Godard (2004/05)
Průměr obdržených branek: 1.38, Wade Dubielewicz (2003/04) - rekord celé AHL
Procento úspěšnosti zákroků: .946, Wade Dubielewicz (2003/04) - rekord celé AHL

### Celkové
Góly: 89, Jeff Hamilton
Asistence: 126, Jeremy Colliton
Body: 203, Jeremy Colliton
Trestné minuty: 857, Brett Gallant
Čistá konta: 15, Wade Dubielewicz
Vychytaná vítězství: 81, Wade Dubielewicz
Odehrané zápasy: 368, Mark Wotton